# Beth Medrash Govoha

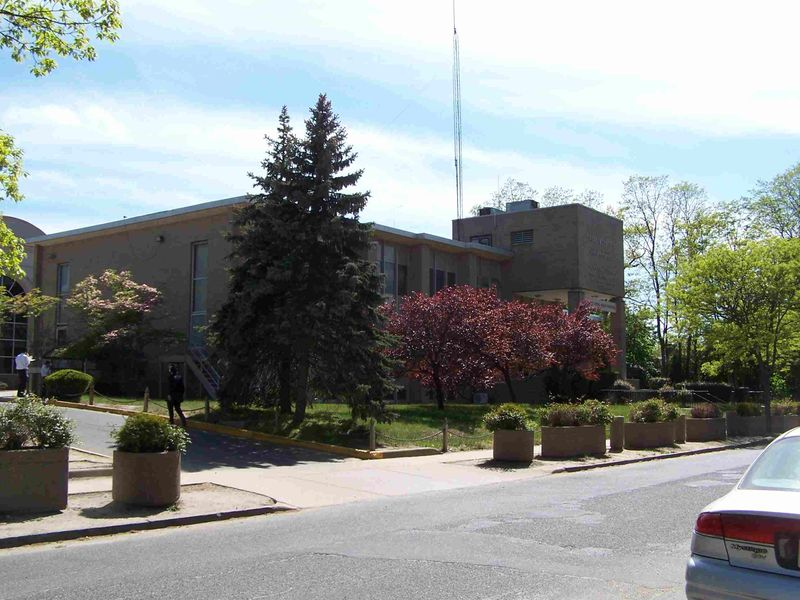
jardin

Beth Medrash Govoha (hébreu : בית מדרש גבוה, lit : « haute maison du savoir » ; connu comme la Yechiva de Lakewood ou BMG) est une Yechiva d'orientation lituanienne, située à Lakewood, New Jersey. Elle est fondée en 1943 par le rabbin Aharon Kotler. C'est la deuxième yechiva au monde, par le nombre d'étudiants, après la Yechiva de Mir, de Jérusalem,. Elle a environ 6 715 étudiants, incluant 3 967 étudiants avancés membres du Kollel.

## Histoire
L'origine du Beth Medrah Govoha remonte à la Yechiva de Sloutzk (Yechiva Etz Chaim), située à Sloutsk, aujourd'hui en Biélorussie. Dirigée alors par les rabbins Isser Zalman Meltzer et Aharon Kotler, elle avait cessé ses activités en 1917 avec la révolution russe, qui interdit toute forme d'enseignement de la Thorah. Aaron Kotler transfère la Yechiva à Kletsk, alors sous contrôle de la Pologne, où elle fonctionne jusqu'à la Seconde Guerre mondiale.
En 1941, Aron Kotler réussit à échapper aux Nazis et immigre aux États-Unis, où il fonde le Beth Medrash Govoha en 1943.

## Roshei Yeshiva
- Aharon Kotler (1943-1962)
- Shneur Kotler (1962-1982)
- Malkiel Kotler (1982-)
- Dovid Shustal (1982-)
- Yerucham Olshin
- Yisroel Neuman